# باتريسيو صايغ
باتريسيو صايغ (بالإسبانية: Patricio Sayegh)‏ هو لاعب كرة قدم أرجنتيني، ولد في 28 ديسمبر 1967 في الأرجنتين. لعب مع مكابي حيفا ونادي إكسكيورسيونيستاس ونادي سان لورينزو وهبوعيل حيفا.